# Pati Patni Aur Woh (2019 film)
Pati Patni Aur Woh (Чоловік, дружина та хтось інший) — індійський гінді-мовний романтичний комедійний фільм 2019 року режисера Мудассара Азіза та продюсера Рену Раві Чопра. Рімейк однойменного фільму 1978 року, в головних ролях знялися такі зірки, як Картік Аріан, Бумі Педнекар та Ананія Пандай. Зйомки фільму розпочалися 4 лютого 2019 року, а кіно-реліз фільму відбувся в Індії 6 грудня 2019 року.

## У ролях
- Картік Аріан у ролі Абхінав «Чінту» Тягі
- Бумі Педнекар у ролі Ведіка Тягі (родом з Трипаті)
- Ананія Пандай у ролі Тапася Сінгх
- Апаршакти Хурана у ролі Фахім Різві
- Ману Ріші Чадха у ролі Мухтар Сінгх
- Раджеш Шарма у ролі Прем Трипаті
- К. К. Райна у ролі Арвінд Тяги
- Навні Парихар у ролі Кусум Тяги
- Neeraj Sood у ролі Бріеш Кумар Пандей
- Geeta Agarwal Sharma у ролі Hemlata Tripathi
- Шубам Кумар у ролі Ракеш Ядав
- Сонячний Сінгх у ролі Дога (звана зірка)
- Кріті Санон у ролі Неха Ханна (звана зірка)

## Маркетинг та реліз
Перший погляд на персонажів фільму був опублікований 15 жовтня. Наступного дня, 16 жовтня, було випущено дві театральні афіші, що представляли тему фільму, дата виходу також було оголошено 6 грудня 2019 року.
Трейлер фільму вийшов 4 листопада 2019 року.

## Саундтрек
Музичні композитори Tanishk Bagchi, Рочак Коли, Саші-парампара, Тоні Kakkar та Lijo Джордж — DJ Chetas, разом з авторами текстів пісень, написаних Kumaar, Mellow D, Tony Kakkar, Tanishk Bagchi, Navi Ferozpurwala та Shabbir Ahmed.

Пісня «Ankhiyon Se Goli Maare» від Dulhe Raja, спочатку скомпозована Ананд-Мілінд та написана Самером Анджааном, була відтворена для фільму двічі — один раз Танішком Багчі, а потім DJ Chetas.
| Треки | Треки                            | Треки                                 | Треки                       | Треки                           | Треки      |
| #     | Назва                            | Автор слів                            | Автор музики                | Виконавець                      | Тривалість |
| ----- | -------------------------------- | ------------------------------------- | --------------------------- | ------------------------------- | ---------- |
| 1.    | «Dheeme Dheeme»                  | Mellow D, Tanishk Bagchi, Tony Kakkar | Tanishk Bagchi, Tony Kakkar | Neha Kakkar, Tony Kakkar        | 2:57       |
| 2.    | «Ankhiyon Se Goli Mare»          | Shabbir Ahmed                         | Tanishk Bagchi              | Mika Singh, Tulsi Kumar         | 3:26       |
| 3.    | «Dilbara»                        | Navi Ferozpurwala                     | Sachet–Parampara            | Sachet Tandon, Parampara Thakur | 4:07       |
| 4.    | «Tu Hi Yaar Mera»                | Kumaar                                | Rochak Kohli                | Arijit Singh, Neha Kakkar       | 3:20       |
| 5.    | «Dilbara» (Version 2)            | Navi Ferozpurwala                     | Sachet-Paramapara           | B Praak                         | 4:08       |
| 6.    | «Ankhiyon Se Goli Maare Returns» | Shabbir Ahmed                         | Lijo George - DJ Chetas     | Dev Negi, Asees Kaur            | 3:39       |

## Бокс-офіс
На вітчизні бокс-офіс фільму Pati Patni Aur Woh's склав  9,10 крор. На другий день фільм зібрав .3 12,33 крори, загальна каса становить — 21,43 крори.
Станом на 7 грудня 2019 , З брутто  25,51 крор в Індії і  4,63 крор за кордоном, фільм має світову касу в розмірі  30,14 крор.

## Додаткові посилання
- Pati Patni Aur Woh на сайті IMDb (англ.)
- Паті Патні Аур у Боллівудському Унгамі [Архівовано 27 травня 2019 у Wayback Machine.]